# Haim Alexander
Haim Alexander (Berlijn, 9 augustus 1915 – Jeruzalem, 18 maart 2012) was een in Duitsland geboren Joods componist.

## Levensloop
Alexander verliet Duitsland in 1936, om zich in Palestina te vestigen. Hij studeerde aan het conservatorium van Berlijn bij Irma en Stefan Wolpe (twaalftoonstechniek), bij Hanoch Jacoby Hindemith (muziektheorie) en bij Ilona Vincze (piano). In 1945 studeerde hij af aan de Muziekacademie van Jeruzalem, waar hij later zelf docent voor compositie, klavecimbel en piano werd en hoofd van de afdeling muziektheorie. Hij won diverse prijzen voor compositie, waaronder de "Engel Prijs".

## Werken
In zijn vroege werk hanteert Alexander veel lineaire harmonieën, zoals in de opera "Arza" (='In het land', waarmee Israël wordt aangeduid) uit 1951. Hij schreef ook werken in seriële stijl (volgens de compositiemethodes die hij in Freiburg van Wolfgang Fortner had geleerd). Van die werken ontving het pianowerk "Klangfiguren" de muziekprijs van het Israël Muziekinstituut in 1965. Bekend werd ook het werk "Zes Israëlische dansen" voor piano (1950), waarvan ook een versie voor twee piano's bestaat. Verder schreef hij kamermuziek (zoals het "Kwartet voor twee fluiten, cello en piano" uit 1956), motetten, koorwerken, liederen, liturgische gezangen, en een danswerk ("Nabut", uit 1971, een dramatische dans met een grote rol voor het ritme).
- Bibliothèque nationale de France: cb14042059p (data)
- Gemeinsame Normdatei: 132981440
- International Standard Name Identifier: 0000 0000 6654 5602
- Library of Congress Control Number: n79135300
- MusicBrainz: 37bf801e-9ceb-4781-a8ed-74f8448b0760
- Nationale Bibliotheek van Israël: 987007257520105171
- Nationale Bibliotheek van Polen: a0000002831626
- Nederlandse Thesaurus van Auteursnamen: 074798103
- SNAC: w6gt5sbb
- Virtual International Authority File: 48048967
- WorldCat: E39PBJyCCk969K7QBdgwKTdJDq